# Oro di Mosca

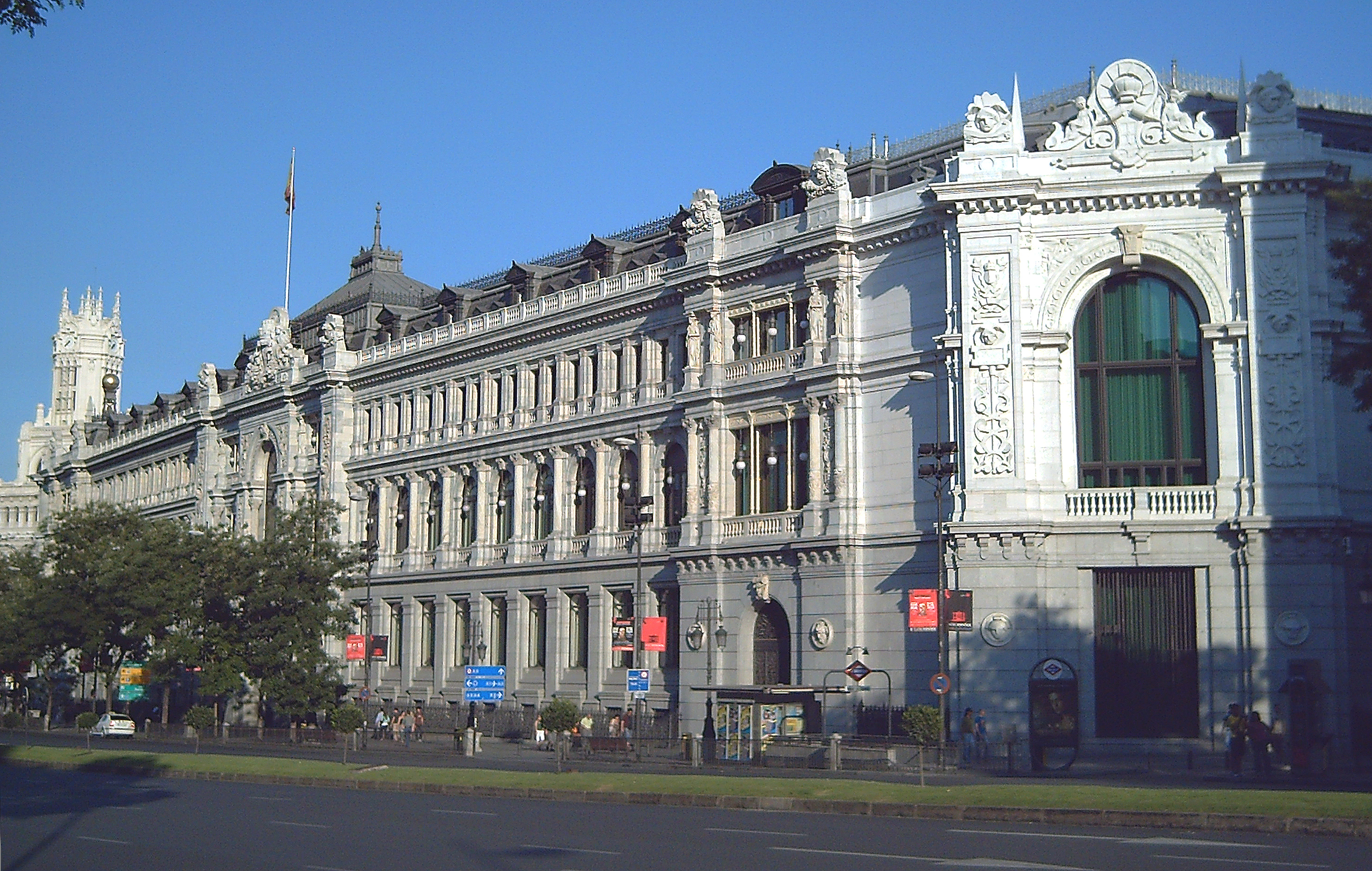
Facciata nord della sede del Banco de España nella calle de Alcalá di Madrid. Le riserve d'oro custodite nell'edificio fino al 1936 furono inviate all'Unione Sovietica durante la guerra civile spagnola.

Il termine Oro di Mosca, o anche Oro della Repubblica, si riferisce all'operazione di trasferimento di 510 tonnellate d'oro, corrispondenti al 72,6% delle riserve internazionali del Banco de España, dal loro deposito a Madrid verso l'Unione Sovietica, a pochi mesi dall'inizio della guerra civile spagnola, per ordine del governo della Seconda Repubblica, presieduto da Francisco Largo Caballero, e per iniziativa del suo ministro delle finanze, Juan Negrín, e alla conseguente vendita dell'oro all'Unione Sovietica e l'uso dei fondi ottenuti. La parte restante della riserva del Banco de España, consistente in 193 tonnellate, fu spostata e convertita in valuta in Francia, operazione conosciuta per analogia come l'Oro di Parigi.
L'espressione "Oro di Mosca" fu usata già negli anni 1930 dalla stampa internazionale, in riferimento all'episodio storico spagnolo. Durante la guerra fredda fu adoperata nuovamente a livello internazionale per la propaganda antisovietica e contraria a partiti e sindacati comunisti occidentali per contestare la fonte di finanziamento delle attività di questi ultimi, considerando che i fondi provenivano in larga misura dall'URSS.
L'episodio storico spagnolo è stato, dagli anni 1970, tema di numerose opere e saggi a partire da documenti sia ufficiali sia privati, ma anche oggetto di dibattito storiografico e forti controversie, specialmente in Spagna. I disaccordi si centrano sull'interpretazione politica delle motivazioni, il suo presunto uso, e sugli effetti sull'andamento del conflitto, così come la sua influenza posteriore sulla repubblica spagnola in esilio e sulle relazioni diplomatiche del governo franchista con quello sovietico.

## La "rivoluzione mondiale" comunista e ilMoscow Gold
Prima del 1935, mentre il governo di Iosif Stalin orientava parte della sua politica internazionale verso la promozione della rivoluzione mondiale del proletariato, pubblicazioni in lingua inglese come il Time usavano l'espressione Oro di Mosca (Moscow Gold) per riferirsi ai piani sovietici di intensificare le attività del movimento comunista internazionale, che allora si manifestava timidamente negli Stati Uniti e nel Regno Unito. Il Time considerava che questa evoluzione della politica sovietica, che nel 1935 si manifestò a favore della partecipazione comunista per la formazione di fronti popolari in diversi paesi del mondo, si doveva in parte alla necessità di Stalin di contrastare le critiche del trotskismo.

## L'episodio spagnolo

### Contesto: i primi mesi della guerra civile

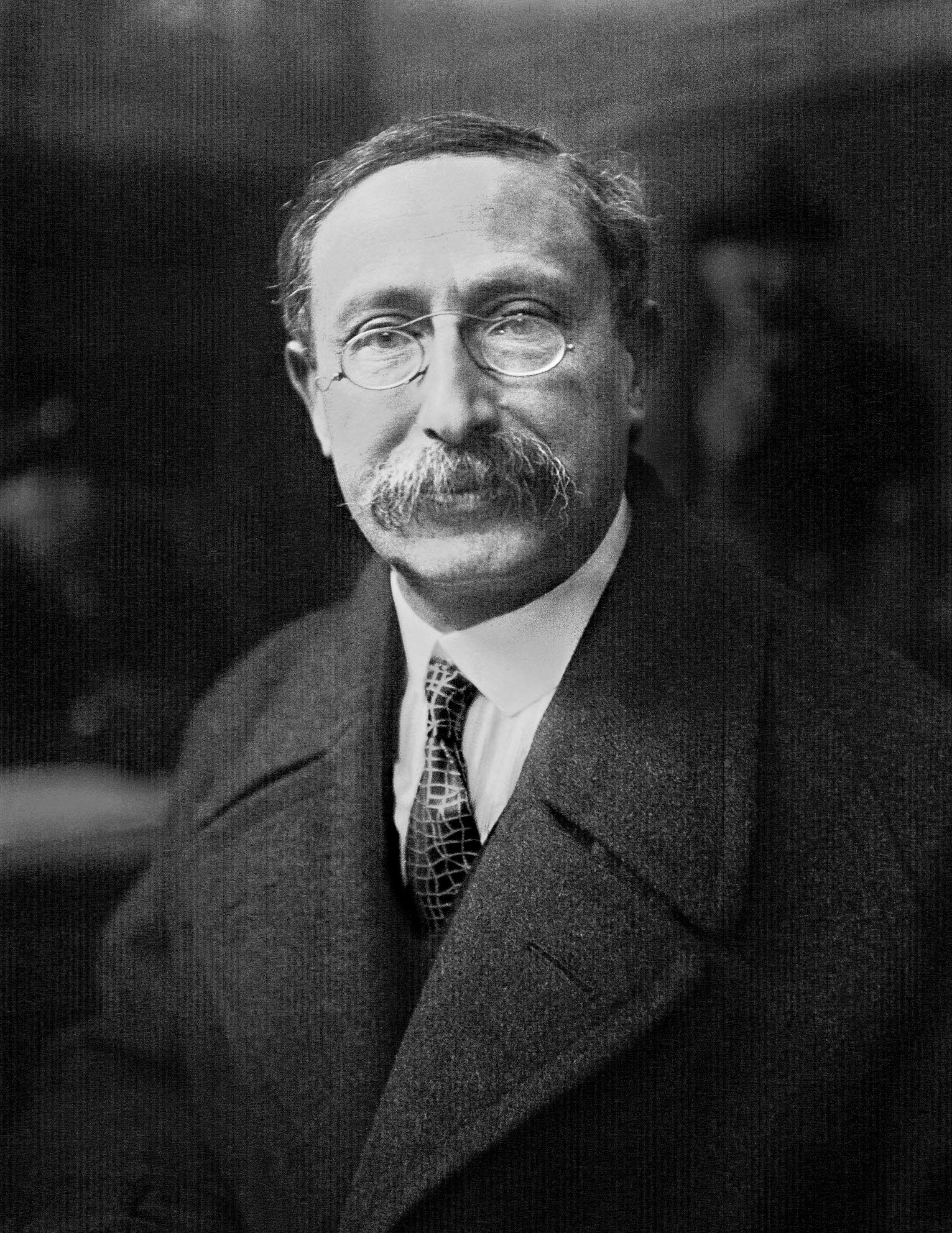
Léon Blum, presidente del Consiglio francese all'inizio della guerra civile spagnola

A partire dal 19 luglio 1936, a pochi giorni dalla sollevazione militare, sia il governo di José Giral sia il generale Franco, allora responsabili dell'esercito dell'Africa, si attivarono simultaneamente in Francia, da una parte, e tramite emissari a Roma e Berlino, dall'altra, per sollecitare appoggio materiale. Con queste iniziative cominciò la progressiva internazionalizzazione del conflitto di fronte alla consapevolezza comune delle carenze in mezzi e equipaggiamenti militari di ambo le parti per sostenere lo sforzo bellico.
Al principio della guerra civile spagnola la situazione politica della Francia era confusa, con un governo del Fronte Popolare che aveva come componente maggioritaria il centrista Partito Radicale. Sebbene il capo del governo Léon Blum, come il Partito Comunista Francese, insistesse per intervenire a favore della Repubblica, i radicali si opposero e minacciarono di ritirare il loro appoggio al governo. A loro si unirono gli avvertimenti britannici sul rischio di ostacolare la politica di accomodamento intrapresa dal conservatore Stanley Baldwin. In tale contesto, il consiglio dei ministri francese riunito il 25 luglio 1936 approvò la cancellazione di tutte le  sovvenzioni dalla Francia. Lo stesso giorno in cui si confermava il non-interventismo delle democrazie occidentali, Hitler dava il suo consenso per l'invio di un primo lotto di aerei, equipaggi ed equipaggiamenti tecnici in Marocco, mentre il 27 luglio Mussolini inviò aerei da trasporto, in seguito usati per il ponte aereo di truppe verso Siviglia iniziato il 29 luglio 1936. Il governo nazista si servì di un'impresa fantasma, la Società Ispano-Marocchina di Trasporti, come copertura per le sovvenzioni a Franco.
Il 1º agosto 1936 il governo francese presentò alla comunità internazionale una proposta di un "Accordo di non-intervento in Spagna", con il consenso del Foreign Office britannico tramite la sua ambasciata a Parigi il 7 agosto. L'accordo fu inizialmente sottoscritto anche da Unione Sovietica, Portogallo, Italia e dal Terzo Reich, aggiungendosi al Comitato di supervisione di Londra creato il 9 settembre 1936. Ciò nonostante, queste tre ultime nazioni continuarono ad inviare supporto logistico e materiale; da parte loro, gli emissari del governo repubblicano acquisirono rifornimenti dal Messico e sul mercato nero.

Situazione al settembre 1936: in rosso le aree controllate dal governo repubblicano, in blu quelle controllate dai nazionalisti dall'inizio della ribellione, in verde l'avanzata dei nazionalisti

Sul terreno, durante i mesi di agosto e settembre 1936 le forze ribelli ottennero importanti passi avanti, consolidando la frontiera portoghese dopo la battaglia di Badajoz del 14 agosto e chiudendo quella basco-francese, dopo la entrata a Irun del 4 settembre 1936. Questo avanzamento coincise con un progressivo cambio della politica dell'URSS verso un intervento attivo. L'URSS stabilì allora relazioni diplomatiche con la Repubblica spagnola e nominò il primo ambasciatore sovietico a Madrid, Marcel Rosenberg (in precedenza rappresentante sovietico nella Società delle Nazioni), il 21 agosto 1936.
Sul finire del settembre 1936, partiti comunisti di diversi paesi ricevettero istruzioni dal Komintern e da Mosca per il reclutamento e l'organizzazione di Brigate Internazionali, che avrebbero dovuto entrate in combattimento durante il mese di novembre. Frattanto, il 28 settembre la fine delle operazioni intorno all'Alcázar di Toledo permise alle forze ribelli dirette dal generale Varela di orientare il suo sforzo verso la battaglia di Madrid.
Durante il mese di ottobre del 1936, l'URSS mandò materiale in aiuto del nuovo governo del fronte popolare presieduto da Francisco Largo Caballero, che includeva due ministri comunisti, azione che l'ambasciatore sovietico a Londra, Iván Maiskiel, avrebbe giustificato davanti al "Comitato di Non-Intervento" il 23 ottobre 1936, denunciando il precedente sabotaggio italo-tedesco dello stesso e reclamando il ripristino del diritto della Repubblica ad armarsi. Cinque giorni più tardi, il 28 ottobre 1936, salparono da Cartagena quattro cargo sovietici contenenti l'oro evacuato il 14 settembre dal Banco de España.

### Situazione delle riserve e status del Banco de España
Pochi mesi prima dell'inizio della guerra civile spagnola, nel maggio 1936, le statistiche internazionali ponevano le riserve mobiliari spagnole al quarto posto tra le più grandi del mondo. Le riserve erano state accumulate principalmente durante la prima guerra mondiale, nella quale la Spagna si mantenne neutrale. Grazie agli studi della documentazione del Banco de España (BDE), si sa che queste riserve si trovavano principalmente nella sede centrale di Madrid, nelle delegazioni provinciali del BDE e in altri depositi minori a Parigi, dal 1931, ed erano costituite per la maggior parte da monete, straniere e nazionali, mentre la frazione di oro antico era inferiore allo 0,01% ed insignificante la quantità d'oro in barre, dato che solo vi erano 64 lingotti.
Sul valore delle riserve mobiliari, questo era conosciuto dalle diverse pubblicazioni ufficiali che venivano emesse regolarmente e così il New York Times del 7 agosto 1936 scriveva che nella sede di Madrid era presente una cifra di 718 milioni di dollari statunitensi dell'epoca. Per lo storico Ángel Viñas, questa cifra corrispondeva a 635 o 639 tonnellate d'oro fino oppure a 20,42 o 20,54 milioni di once. Secondo il bilancio del Banco de España del 30 giugno 1936, pubblicato nella Gaceta de Madrid (il Boletín Oficial del Estado dell'epoca) il 1º luglio, le riserve d'oro esistenti, tre settimane prima che iniziasse la contesa, raggiungevano il valore di 2.202 milioni di pesatas-oro, equivalente a 5.240 milioni di pesetas effettive. Viñas calcolava che la cifra di 719 milioni di dollari del 1936 corrispondeva, attualizzata con gli indici di inflazione, a 9.725 milioni di dollari del 2005. In confronto, le riserve spagnole disponibili nel settembre dello stesso anno erano di 7.509 milioni.
Nel 1936 il Banco de España era costituito come società per azioni (come gli omologhi francese e inglese) con un capitale di 177 milioni di pesetas, il quale si trovava diviso in 354.000 azioni nominative da 500 pesetas ciascuna. Nonostante non fosse una banca di proprietà statale, l'istituzione era sottomessa al controllo tanto del governo, che designava il governatore, quanto del Ministero delle finanze che nominava vari membri del "Consejo General" del banco.
La Ley de Ordenación Bancaria (LOB) del 29 dicembre 1921 (o Ley Cambó) provò per la prima volta a regolare le relazioni tra il Banco de España come banca centrale e la banca privata. Nella legge venivano regolate anche le condizioni per la mobilizzazione da parte della banca delle riserve, la quale doveva contare sull'obbligatoria autorizzazione del Consiglio dei ministri. Nella base 7ª dell'Articolo 1º la LOB stabiliva per il Governo il potere di controllare l'ente e di sollecitare la vendita dell'oro esclusivamente per influire sul cambio della peseta ed "esercitare un'azione interventista sul cambio internazionale e sulla regolarità del mercato monetario", nel cui caso il Banco de España sarebbe intervenuta in detta azione con una quantità uguale a quella decisa dal Tesoro Pubblico.
Sebbene storici come Pío Moa considerino che il trasferimento dell'oro violava chiaramente la legge, secondo Ángel Viñas l'applicazione lasca della Ley Cambó da parte del governo repubblicano fu valida, basandosi sulle testimonianze di quello che fu l'ultimo ministro delle Finanze della Monarchia, Juan Ventosa y Calvell, che la giudicava, poco prima del golpe militare, troppo ortodossa, tale da restringere la possibilità di crescita dell'economia del paese. La situazione eccezionale creata dalla ribellione spiegherebbe, per Viñas, che evita di entrare negli aspetti giuridici, il cambio di attitudine rispetto alla Legge Cambó da parte del governo, che operò per realizzare una nazionalizzazione parziale scoperta del Banco de España. Altri storici, come Sardá, Miralles o Moradiellos, danno la stessa interpretazione.
L'azione del governo repubblicano sul Banco de España per collocare alla sua direzione persone fedeli alla Repubblica si tradusse nel decreto del 4 agosto 1936, che destituì Pedro Pan Gómez come primo vice governatore in favore di Julio Carabias, e dieci giorni più tardi seguì la destituzione di altri consiglieri e membri dell'alto esecutivo. Dopo il trasferimento dell'oro all'Unione Sovietica, il 21 novembre, si decretò la modifica del Consiglio, che subì nuovi cambi e sospensioni fino a quando, il 24 dicembre 1937, nove consiglieri furono sostituiti direttamente da rappresentanti istituzionali.

### L'oro di Parigi

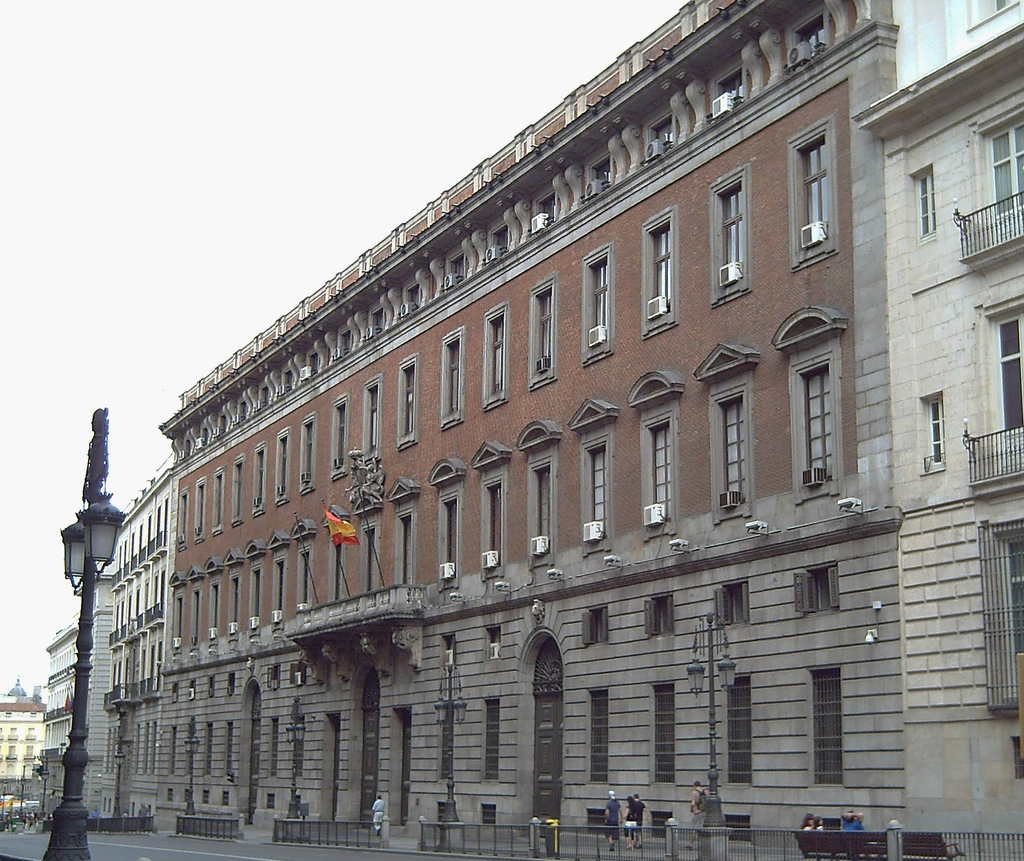
Real Casa de la Aduana (Madrid), sede centrale del Ministero delle Finanze.

Con l'inizio della guerra, i ribelli crearono proprie istituzioni statali, considerando illegittime quelle rimaste sotto il controllo del governo di Madrid. Fu così creato un secondo Banco de España, con sede a Burgos. Entrambe le banche affermavano di essere quella legittima, tanto nel paese quanto all'estero. In mano del governo repubblicano rimasero la sede centrale con le sue riserve di oro e le delegazioni più importanti, mentre quello di Burgos amministrava le riserve e delegazioni provinciali del Banco de España nei territori controllati dai ribelli.
Il 27 luglio il governo repubblicano di Giral annunciò l'inizio dell'invio in Francia di parte dell'oro, in base alla decisione del Consiglio dei ministri del 21 luglio 1936.
I ribelli, informati con precisione degli invii d'oro dai loro agenti e amici in Francia e nella zona repubblicana, affermarono che questi esborsi erano molto lontani da ciò che era previsto dalla Ley Cambó e pertanto le considerarono illegali. Così, il 25 agosto 1936 la Junta de Defensa Nacional di Burgos emesse un decreto, il nº 65, dichiarando di considerare nulle le operazioni di credito realizzate dal governo del fronte popolare in base a questa riserva:
Interessa a questa giunta, nell'ordine morale, evidenziare, una volta di più, lo scandalo che dinanzi alla coscienza universale ha prodotto l'uscita dell'oro dal Banco de España, decretata dal cosiddetto Governo di Madrid. Incombe segnalare, principalmente, le conseguenze di queste operazioni in ambito giuridico, perché effettuate in aperta infrazione di precetti fondamentali della vigente Ley de Ordenación Bancaria, ed è evidente che conducono alla loro nullità per manifesta illegalità, che deve raggiungere nei suoi effetti le persone nazionali o straniere che abbiano partecipato ad essa, con indipendenza dalla responsabilità criminale, già regolata in un altro Decreto. È logico complemento di questa dichiarazione, il prevenire i danni che possano pregiudicare, con misure cautelative, che devono essere adottate con l'urgenza che la difesa degli interessi nazionali esige.
In mio potere, come Presidente della Junta de Defensa Nacional, e d'accordo con essa, decreto quanto segue:

Articolo primo. Si dichiarano nulle tutte le operazioni che si fossero verificate o che si verifichino con la garanzia dell'oro estratto dal Banco de España, a partire dal diciotto luglio scorso, e quando possibile si eseguiranno quante azioni corrispondenti in Diritto, per il riscatto dell'oro riferito, sia quale sia il luogo nel quale si trovi.

Articolo secondo. Senza pregiudicare la responsabilità criminale definita nel Decreto numero 36, i valori, crediti, diritti e beni di ogni tipo che posseggano in Spagna le persone o entità nazionali o straniere che siano intervenute o intervengano direttamente o indirettamente nelle operazioni di cui all'articolo precedente, saranno immediatamente soggetti a embargo, al fine di assicurare le responsabilità di qualunque tipo che derivino da tali atti..

Burgos, 25 agosto 1936.

Miguel Cabanellas.»
Vincent Auriol, ministro delle finanze francese, e Émile Labeyrie, governatore della Banca di Francia, permisero entrambi queste operazioni per aiutare economicamente la Repubblica, sia per le loro convinzioni antifasciste sia per la convenienza di rafforzare le loro riserve e la stabilità del franco. La creazione del Comitato di non intervento non fermò l'invio dell'oro in Francia e il governo di Largo Caballero, costituito a settembre, proseguì in questa direzione. Londra e Parigi ignorarono le proteste dei ribelli circa l'uso indebito dell'oro.
Al marzo del 1937 erano state inviate 174 tonnellate di oro fino (193 lorde) alla Banca di Francia, equivalenti al 27,4% di tutte le riserve spagnole, per essere convertite in valuta con la quale pagare gli acquisti di armi e viveri. Queste spedizioni si giustificarono con un decreto riservato del 30 agosto, in ragione della gravità provocata dall'insurrezione armata, e al fine di "poter sviluppare la lotta con l'estensione e intensità che esiga lo schiacciamento dell'esecrabile ribellione". Con l'accordo del Consiglio dei ministri, si autorizzava "il Ministro delle Finanze a disporre che, nel Centro Oficial de Contratación de Moneda, si raccolga in una o più volte, per conto del Tesoro, all'estero, a disposizione della rappresentanza diplomatica, consolare o persona che sarà designata di volta in volta, la quantità di franchi francesi che si ritenga adatta a far fronte alle spese di necessità che la campagna impone."
Durante l'ultimo anno di guerra, 40,2 tonnellate depositate a Mont de Marsan furono trattenute per una decisione della giustizia, reclamate poi dal governo franchista quando questo fu riconosciuto dalla Repubblica francese e infine recuperate al termine della guerra, in quello che fu l'unico tentativo fruttuoso di recuperare l'oro da parte dei nazionalisti.

### L'ordine di trasferimento e le sue motivazioni
Il 13 settembre fu firmato un decreto riservato del Ministero delle Finanze, emesso per iniziativa del nuovo ministro, Juan Negrín, secondo cui si autorizzava il trasferimento delle riserve metalliche dal Banco de España e prevedeva un futuro resoconto da presentare al Parlamento che mai avvenne:
Eccelentissimo. Sgr:

In data 13 corrente mese, sua eccellenza il presidente della Repubblica ha firmato il seguente decreto riservato:
L'eccezionalità prodotta nel paese dalla sollevazione militare consiglia al Governo di adottare quelle misure precauzionali che considera necessarie per meglio salvaguardare la riserve metalliche del Banco de España, base del credito pubblico. La natura stessa della misura e la ragione della sua adozione esigono che questo accordo rimanga riservato. Fondato su tali considerazioni, con l'accordo del Consiglio dei Ministri, e su proposta del Ministro delle Finanze, vengo a disporre, con carattere riservato, quanto segue:
- Art. 1º: si autorizza il Ministro delle Finanze ad ordinare, nel momento in cui lo ritenga opportuno, il trasporto delle giacenze d'oro, argento e banconote in quel momento contenute nella sede centrale del Banco de España, al luogo che egli stimi di maggior sicurezza e con le maggiori garanzie.
- Art. 2º: Il Governo renderà conto quando opportuno alle Cortes di questo decreto.

Madrid, 13 settembre 1936.»
()
Il decreto è firmato dal presidente della Repubblica, Manuel Azaña, il quale avrebbe affermato in seguito di ignorare la destinazione finale delle riserve. Secondo la testimonianza di Largo Caballero, Azaña fu informato più tardi in ragione del suo stato emotivo e del carattere riservato dell'operazione:
()
Diversi storici, come Viñas, hanno segnalato che la decisione di trasferire l'oro fuori da Madrid venne motivata dalla rapida avanzata dell'esercito di Africa, che dal suo arrivo nella penisola spagnola aveva compiuto una rapida avanzata verso la capitale, trovandosi, nel momento di prendere la decisione, già a Talavera de la Reina, a 116 chilometri da Madrid, senza che nessuno dei tentativi per fermarlo o rallentare la sua avanzata avessero successo, nemmeno parziale. Tuttavia, le truppe ribelli sarebbero arrivate a Madrid solo due mesi dopo, non tanto per la resistenza delle forze repubblicane, ma quanto per una decisione dello stesso Franco, che decise una deviazione per una missione di soccorso all'Alcázar di Toledo, in un'operazione di prestigio che lo consolidò politicamente e gli permise di essere nominato capo di Stato il 29 settembre 1936. La capitale Madrid avrebbe resistito fino al termine della guerra, e lo stesso governo repubblicano si trasferì a Valencia solo il 6 novembre 1936.
Uno dei protagonisti dei fatti, Largo Caballero, giustificò posteriormente, durante il suo esilio francese, l'invio dell'oro con il Patto di Non Intervento e con la defezione delle democrazie rispetto alla Repubblica, e la minaccia dei ribelli su Madrid. Nonostante ciò, il suo compagno di partito, il socialista Luis Araquistáin, lo attribuì posteriormente alla costrizione da parte dell'Unione sovietica.
Si parlò anche del pericolo costituito dagli anarchici della FAI, e della loro intenzione di assaltare il Banco de España e trasferire le riserve a Barcellona, il bastione del sindacato anarchico CNT e della FAI, non solo per metterle in salvo, ma anche per comprare materiale di guerra per loro conto. Questo piano era stato preparato da Diego Abad de Santillán, uno dei più aspri detrattori di Negrín, anche se tale ipotesi è considerata falsa dallo storico libertario Francisco Olaya Morales, che ritiene che l'oro fu trasferito a Cartagena non per motivi di sicurezza, ma con l'intenzione premeditata di mandarlo a Mosca.
Sebbene la maggior parte degli storici considerino Negrín l'artefice della spedizione dell'oro (per iniziativa propria o d'accordo con i sovietici, a seconda delle interpretazioni), non è chiaro chi ebbe l'idea di portare le riserve fuori dal paese. Lo storico britannico Antony Beevor cita versioni che attribuiscono al funzionario commerciale sovietico Arthur Stashevski il suggerimento a Negrín di tenere un «conto corrente in oro» a Mosca, considerando la minaccia che pendeva su Madrid e la necessità di comprare armi e materie prime. Ma cita anche Gabriel Jackson e Víctor Alba, i quali nel loro libro Juan Negrín attribuiscono l'idea allo stesso Negrín, sostenendo che l'idea prese di sorpresa i sovietici e che Negrín dovette spiegare dettagliatamente l'idea all'ambasciatore Rosenberg. Il suo amico e compagno Mariano Ansó lo difendeva affermando:
()
Anche secondo Martín Aceña fu Stashevski a proporre a Negrín di depositare l'oro a Mosca, mentre Val'ter Krivickij, generale dell'Esercito Rosso e incaricato dei servizi segreti militari in Europa Occidentale all'epoca, in seguito fuggito negli Stati Uniti, afferma che quando Stalin decise di intervenire in Spagna non volle rischiare niente e si assicurò che esistesse sufficiente oro per pagare l'aiuto alla Repubblica..
In ogni caso, fu solo il giorno seguente, lunedì 14 settembre, che il Consiglio del Banco de España (molto ridotto dopo l'inizio della guerra) fu informato della decisione di espropriare l'oro e trasferirlo. Dato che il trasferimento era iniziato ore prima della sessione informativa, il Consiglio della Banca non poté impedire dette misure. Ciò nonostante, i due unici consiglieri rappresentanti gli azionisti del Banco de España che non erano passati dalla parte dei ribelli, José Álvarez Guerra e Lorenzo Martínez Fresneda, presentarono le loro dimissioni. Martínez Fresneda espresse la sua più energica protesta affermando che il trasferimento era illegale, dato che l'oro era di esclusiva proprietà del Banco de España, e né lo Stato né il Governo potevano disporre di esso; in più rimarcò che l'oro garantiva per legge la convertibilità dei biglietti della Banca e, pertanto, doveva rimanere nella cassa di sicurezza della Banca:
(Estratto della relazione in voce pronunciata dinanzi al Consiglio Generale del Banco de España a Burgos nella sessione del giorno 22 settembre 1937, citato da: Sánchez Asiaín, 1999, 114-115.)

### Requisizione dell'oro e trasferimento a Cartagena

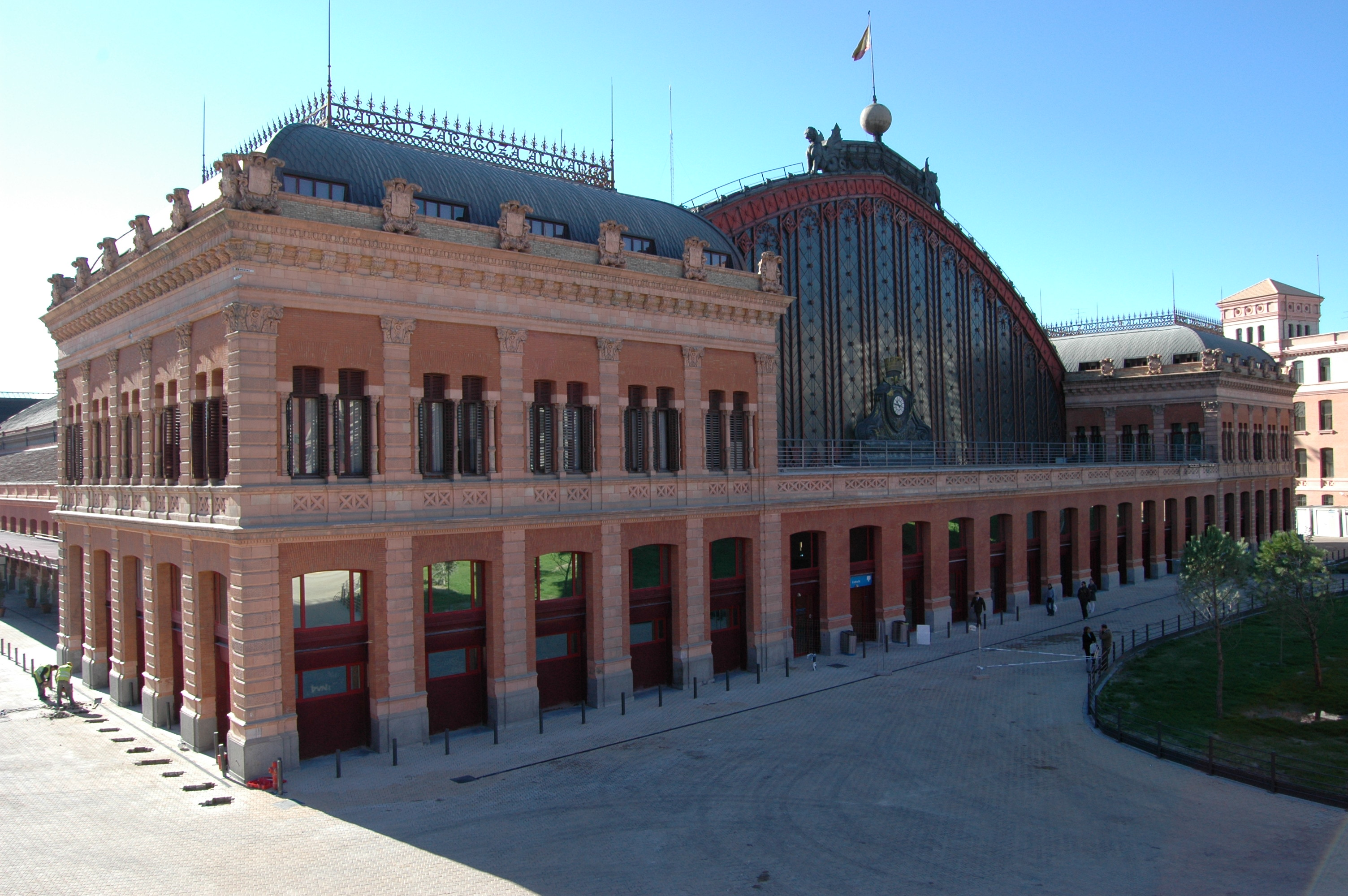
Vista della stazione di Atocha di Madrid, chiamata del Mediodia all'epoca della guerra civile

Meno di 24 ore dopo la firma del decreto, all'alba del 14 settembre 1936 entrarono nel Banco forze dei carabinieri e milizie, inviati dal ministero delle Finanze d'accordo con i comitati dell'UGT e della CNT. Diresse l'operazione di requisizione l'allora direttore generale del Tesoro e futuro ministro delle Finanze nel governo di Negrín, Francisco Méndez Aspe. Lo accompagnavano il capitano Julio López Masegosa, 50 o 60 meccanici e fabbri e un gruppo di impiegati di banca appartenenti al Sindacato di Madrid, il cui presidente era Amaro del Rosal, futuro direttore della Caja General de Reparaciones. Il cassiere principale, al vedere che la riserva d'oro stava per essere evacuata, si suicidò nel suo ufficio.
Ottenute le chiavi, vennero aperte le cassette e le camere di sicurezza dove venivano custodite le riserve, e per diversi giorni gli agenti del Governo continuarono ad estrarre tutto l'oro ivi depositato. Il metallo prezioso venne collocato in casse di legno di 30,5 x 48,2 x 17,7 cm, quelle utilizzate abitualmente per il trasporto di munizioni, e fu trasportato mediante camion alla stazione del Mediodia (successivamente chiamata stazione di Atocha), e da lì a Cartagena, dove fu depositato nelle polveriere di La Algameca. Viñas considera la scelta di Cartagena logica, dato che «si trattava di una grande base navale, ben fornita e difesa adeguatamente, un poco distante dal teatro delle operazioni e dalla quale c'era possibilità, nel caso, di trasportare per via marittima le riserve ad un nuovo luogo.»
Il trasferimento su ferrovia fino a Cartagena fu protetto dalla "Brigada Motorizada" del PSOE secondo la testimonianza di alcuni presenti. A pochi giorni dalla requisizione dell'oro dal Banco de España, gli stessi funzionari, con una procedura identica a quella usata con l'oro, requisirono l'argento, per una quantità totale di 656.708.702,59 pesetas, che fu venduta agli Stati Uniti e alla Francia tra il giugno del 1938 e il luglio del 1939 per una cifra di poco superiore ai 20 milioni di dollari (una parte fu sequestrata dalle autorità francesi).
Con le riserve d'oro in un luogo sicuro, a centinaia di chilometri dal fronte, sembrava che si fosse compiuto il mandato del Decreto Reservado del 13 settembre. I nacionales, accortosi del trasferimento dell'oro, lo definirono un furto e protestarono a livello internazionale. Viñas indica che la destinazione finale non era ancora decisa. «Di fatto, immediatamente dopo del suo arrivo a Cartagena quello che si decise fu, precisamente, di aumentare il volume delle spedizioni verso la Francia.» Tuttavia, il 15 ottobre Negrín e Largo Caballero decisero di trasferire l'oro da Cartagena alla Russia.
Il 20 ottobre, il direttore del NKVD in Spagna, Aleksandr Orlov, ricevette un telegramma cifrato da Stalin, che gli ordinava di organizzare la spedizione dell'oro in Russia e concertò i preparativi con Negrín. Orlov gli disse che avrebbe portato a termine l'operazione con i carristi sovietici che erano arrivati in Spagna. Posteriormente, nella sua relazione al Senato degli Stati Uniti dichiarò: 
()
Il giorno 22 ottobre 1936 si presentò a Cartagena Francisco Méndez Aspe, capo del Tesoro e uomo di fiducia di Negrín, che ordinò la rimozione notturna della maggior parte delle casse d'oro, con un peso approssimato di settantacinque chili l'una, le quali furono trasportate in camion e caricate sulle navi Kine, Kursk, Neva e Volgoles. Secondo Orlov:
()
Si impiegarono tre notti per imbarcare l'oro, e il 25 ottobre le quattro barche presero la via del mare verso Odessa, porto sovietico del Mar Nero. Accompagnavano questa spedizione, come persone di fiducia, quattro claveros del Banco de España (un clavero era un custode delle chiavi delle casseforti della banca): Arturo Candela, Abelardo Padín, José González e José María Velasco. Orlov aveva contato 7.900 casse e Méndez Aspe 7.800; la ricevuta finale fu di 7.800, e non si sa se fu un errore o se sparirono 100 casse d'oro.

### Il viaggio e l'arrivo a Mosca

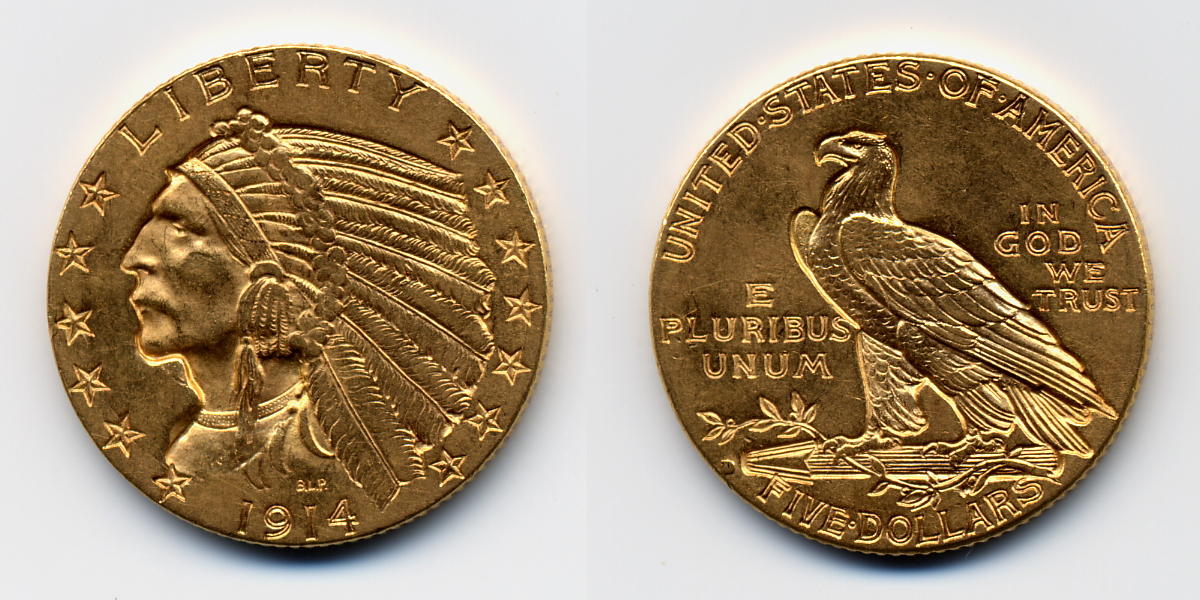
Moneta d'oro statunitense da cinque dollari: Mezza Aquila del 1914. Le riserve d'oro del Banco de España si trovavano fondamentalmente in forma di monete, tra le quali quelle statunitensi erano molto abbondanti.

Il convoglio si pose in marcia verso l'URSS, e la notte del 2 novembre fu riferito a Stalin che erano arrivate tre barche cariche d'oro (il "Kursk" avrebbe ritardato qualche giorno) con 5.779 casse di metallo prezioso. Uno dei collaboratori del generale del GPU Val'ter Krivickij descriveva così la straordinaria scena nel porto sovietico:
L'oro, custodito dal 173º reggimento del NKVD, venne trasferito immediatamente al Deposito dello Stato di Metalli Preziosi del Commissariato del Popolo per le Finanze (Gochran), a Mosca, dove fu ricevuto in qualità di deposito secondo un protocollo, datato 5 novembre, con il quale si nominava una commissione ricevente formata dai rappresentanti del Commissariato delle Finanze, J.V. Margoulis, direttore del Servizio di Metalli Preziosi, O.I. Kagan, direttore del Servizio delle Divise, il rappresentante del Commissariato degli Affari Esteri e l'ambasciatore spagnolo in Unione Sovietica, Marcelino Pascua. L'oro arrivò alla capitale sovietica un giorno prima del 19º anniversario della rivoluzione d'ottobre. Tra i giorni 6 e 7 ebbe luogo l'arrivo e l'accettazione delle casse contenenti metalli preziosi affidandosi alla "dichiarazione verbale dell'ambasciatore della Repubblica Spagnola a Mosca... e degli impiegati del Banco de España che accompagnavano il convoglio... (dato che) le casse non sono numerate né provviste di bolla d'accompagnamento che recassero l'indicazione di quantità, peso e contrasto del metallo". Secondo Orlov, Stalin celebrò l'arrivo dell'oro con un banchetto al quale assistettero membri del Politburo nella quale avrebbe detto: «Gli spagnoli non vedranno mai più il loro oro, tanto quanto non vedono le loro orecchie», espressione che prese da un proverbio russo.
L'oro rimase ben custodito nel Gochran sotto sorveglianza militare, e tra il 9 e il 10 novembre arrivarono le ultime 2.021 casse, quelle che viaggiavano nel Kursk, e nella seconda data venne firmato il protocollo formale. In seguito si procedette al riconteggio di un campione di 372 casse, che sarebbe servito per redigere l'atto di ricezione preliminare, redatto il 20 novembre. Si ricontò poi il totale del deposito, per il quale i quattro claveros spagnoli avevano previsto una durata di un anno, lavorando da soli in due turni giornalieri di sette ore; tuttavia, il conteggio, che cominciò il 5 dicembre, terminò il 24 gennaio 1937, nonostante fosse stato eseguito con la massima precisione. Si aprirono 15.571 sacchi, trovando al loro interno sedici classi distinte di monete d'oro: sterline inglesi (il 70%), pesetas spagnole, luigi e franchi francesi, marchi tedeschi, franchi belga, lire italiane, scudi portoghesi, rubli sovietici, corone austriache, fiorini olandesi, franchi svizzeri, pesos messicani, pesos argentini, pesos cileni e, ovviamente, una straordinaria quantità di dollari statunitensi. Il deposito completo arrivava a 509.287,183 chili di monete e 792,346 chili d'oro in lingotti e barre: un totale di esattamente 510.079.529,30 grammi d'oro grezzo, che a un valore medio di 900 millesimi equivaleva a 460.568.245,59 grammi d'oro puro (14.807.363,8 once Troy). Il valore di quest'oro era di 1.592.851.910 pesetas-oro (518 milioni di dollari). Oltre a questo, il valore numismatico delle monete era molto superiore a quello dell'oro che contenevano, sebbene i sovietici non lo calcolarono né lo tennero in conto in alcun modo. Tuttavia, misero una cura straordinaria nell'enumerare le monete che erano false, difettose, o che contenevano meno oro del dovuto. I sovietici non spiegarono mai cosa fecero con le monete rare e antiche, sebbene è dubitabile che le fondessero. Burnett Bolloten ipotizza che è possibile che tutte le monete di valore numismatico fossero separate con l'idea di venderle gradualmente nel mercato internazionale.
Terminata la contabilizzazione, il 5 febbraio 1937 l'ambasciatore spagnolo e i responsabili sovietici F. Grinko, commissario delle Finanze, e N. N. Krestinskij, suo aiutante per gli affari esteri, firmarono l'atto di ricezione definitiva del deposito dell'oro spagnolo, un documento in francese e in russo. Il paragrafo 2, sezione 4 di questo documento stipulava che il Governo spagnolo rimaneva libero di riesportare l'oro o disporre di esso, e l'ultimo punto includeva una clausola con la quale i sovietici si liberavano da qualsiasi responsabilità qualora fossero le autorità repubblicane a disporre dell'oro. Questa clausola stabiliva che "nel caso in cui il Governo della Repubblica ordinasse l'esportazione dell'oro ricevuto in deposito dall'URSS, o in caso che disponesse dello stesso in altra maniera, la responsabilità assunta nel presente atto dal Commissariato del Popolo per le Finanze sarà ridotta automaticamente, in tutto o in parte in proporzione alle disposizioni del Governo della Repubblica spagnola". Rimaneva chiaro, così, che si trattava di un deposito che la Repubblica poteva impiegare liberamente, cosicché le autorità sovietiche non si assumevano nessuna responsabilità. Bisogna segnalare che l'URSS assegnava la titolarità del deposito allo Stato spagnolo, e non al Banco de España, il suo legittimo proprietario.
Il 15 gennaio 1937 il periodico della CNT Solidaridad Obrera denunciò la "malaugurata idea di inviare le riserve d'oro all'estero"; il 20 gennaio l'agenzia governativa Cosmos pubblicò una nota ufficiosa affermando che la riserva si trovava ancora in Spagna. Poco tempo dopo, gli attriti tra le organizzazioni anarchiche e del POUM con il governo di socialisti e comunisti si manifestarono nei violenti scontri del maggio 1937, che terminarono con la sconfitta degli anarchici.
Presto tutti gli implicati nei fatti uscirono di scena. Furono condannati a morte e giustiziati Staševskij nel 1937 e l'ambasciatore Rosemberg nel 1938; Orlov, temendo di essere il seguente, fuggì quello stesso anno negli Stati Uniti dopo aver ricevuto un telegramma di Stalin. I Commissari del Popolo della Finanza sovietica, Grinko, Krestinskij, Margoulis e Kagan, furono uccisi il 15 marzo 1938, o sparirono in modi diversi, accusati di appartenere al «blocco trotskista-destrorso» antisovietico. Anche Grinko venne accusato di «operare per affossare il potere finanziario dell'URSS». I quattro funzionari spagnoli inviati per sorvegliare l'operazione furono detenuti da Iosif Stalin fino all'ottobre del 1938 e solo allora fu loro permesso di dirigersi all'estero in luoghi diversi: Stoccolma, Buenos Aires, Washington e Messico, rispettivamente. Per quello che riguarda l'ambasciatore spagnolo, Marcelino Pascua, fu trasferito a Parigi.

### Uso del deposito
Nell'Archivio Storico del Banco de España si conservano i documenti del cosiddetto "dossier Negrín", tra i quali si trovano i registri contabili e informazioni circa i conti dell'operazione e che furono consegnati da suo figlio Rómulo Negrín al governo di Franco il 18 dicembre 1956. Questa documentazione ha permesso ai ricercatori di ricostruire quello che successe dopo la ricezione delle riserve a Mosca, quando i sovietici fusero le monete, trasformandole in barre dal basso contenuto d'oro (chiedendo un prezzo esorbitante per eseguire l'operazione) e approvvigionando, in cambio, i conti bancari del Tesoro della Repubblica spagnola all'estero.
Negrín firmò 19 ordini di vendita consecutivi tra il 19 febbraio 1937 e il 28 aprile 1938, diretti ai successivi Commissari del Popolo per le Finanze: G.F. Grinko (fino a maggio del 1937), V. Čula (fino a settembre del 1937) e A. Zverev (fino alla fine della guerra). In esse, il valore dell'oncia di oro troy, al valore del giorno nel mercato di Londra, era convertito in sterline, dollari o franchi francesi secondo il cambio della borsa di Londra. Secondo Martín Aceña, nel 1937 vennero vendute 415 tonnellate grezze (374 d'oro puro), tra gennaio e aprile del 1938 altre 58 (52) e, delle restanti, 35 (31) furono rimosse dal deposito originale per costituire un secondo deposito che garantiva un credito di 70 milioni di dollari. Così, nell'agosto del 1938 restavano due tonnellate. La Repubblica ottenne dalle vendite dell'oro un totale di 469,8 milioni di dollari, 131,6 dei quali rimasero in URSS per saldare diversi acquisti e spese. I sovietici trattennero un 2,1% per commissioni e compensi e un altro 1,2% per il trasporto, la fusione e la raffinazione: in totale, meno del 3,3%, circa 14,5 milioni di dollari. Il 72% restante, 338,5 milioni, furono trasferiti alla Banque Commerciale pour L'Europe du Nord, o Eurobank, di Parigi, l'organizzazione finanziaria sovietica in Francia, proprietà della Gosbank, la banca nazionale dell'Unione Sovietica. Da Parigi, gli agenti del Tesoro e diplomatici pagarono l'acquisto di armi e materiali acquistati a Bruxelles, Praga, Varsavia, New York e dal Messico, ed altri luoghi.
Con l'oro spagnolo depositato a Mosca, i sovietici cambiarono il carattere del loro aiuto e reclamarono immediatamente al Governo repubblicano il pagamento delle prime spedizioni, che apparentemente erano arrivate come un regalo per combattere il fascismo internazionale. Stashevski reclamò a Negrín 51 milioni di dollari di debito accumulato e le spese di trasporto dell'oro da Cartagena a Mosca. Nella zona controllata dai nazionalisti, nemmeno gli aiuti tedeschi e italiani furono disinteressati e dovettero essere pagati, seppure tedeschi e italiani permisero che Franco soddisfacesse il debito una volta finita la Guerra. Storici come Guillermo Cabanellas, Francisco Olaya Morales o Ángel Viñas criticano l'azione e il comportamento dei sovietici:
()
Gli storici che hanno avuto accesso all'archivio e al "dossier Negrín" ritengono che si può affermare che i sovietici non abusarono della loro posizione né truffarono gli spagnoli nelle transazioni finanziarie, ma che non fecero concessioni; nelle parole di María Ángeles Pons: "niente ottenne gratis la Repubblica dai suoi amici russi", infatti, si trovano registrate ogni tipo di spese e servizi fatturati al governo. Tuttavia, autori come Gerald Howson sostengono l'esistenza di una truffa sovietica nella gestione del deposito a Mosca, con l'idea che Stalin avrebbe gonfiato il prezzo del materiale di guerra venduto manipolando i cambi da rubli a dollari e da dollari a pesetas, aumentando i tassi di cambio internazionali fino a un trenta e un quaranta per cento. In ogni caso, Negrín non studiò né custodì i comprovanti dell'acquisto di materiale militare per assicurarsi che fosse il necessario, e non quello che i consiglieri sovietici consideravano opportuno, per assicurarne la corretta distribuzione nel fronte e per sincerarsi della sua qualità e prezzo.
Si parla anche del potere diffuso che esercitarono allora i comunisti, approfittando della pressione che poteva esercitare l'Unione Sovietica con il controllo dell'oro. Secondo José Giral, nonostante fossero stati pagati tutti gli acquisti di armi, l'Unione Sovietica non inviava nessun materiale se il governo della Repubblica "non accedeva prima che fossero consegnati ai comunisti importanti posti militari e di polizia".
Ángel Viñas arrivò alla conclusione che il deposito aurifero terminò meno di un anno prima del termine della guerra civile, speso interamente in pagamenti di armi (includendo i costi dell'operazione). Autori quali Martín Aceña od Olaya Morales criticano i modelli ipotetici di Viñas, che secondo loro sono carenti di prove che li validino al cento per cento, risultando per il momento impossibile affermare se fu così. Se, effettivamente, il deposito fu integralmente venduto ai sovietici, resta comunque senza risposta la questione della spesa di tutte le riserve in valuta generate dalla vendita dell'oro e trasferite alla Banque Commerciale de l'Europe du Nord di Parigi, dato che non si è trovato nessun documento, sovietico o spagnolo, che si riferisca a tali operazioni. Secondo Martín Aceña "le indagini sull'oro non sono ancora chiuse del tutto".

### Gli altri invii
Oltre alle riserve aurifere del Banco de España, durante la guerra civile spagnola affluì a Mosca una quantità indeterminata di metalli preziosi di origine sconosciuta e proveniente probabilmente dalle confische della Caja General de Reparaciones, in una serie di spedizioni posteriori.
È documentato il caso del mercantile spagnolo Andutz Mendi, di 3.800 t di dislocamento, che attraccò a Istanbul il 14 febbraio 1937 con un carico di casse d'oro. La sua destinazione era Odessa, la stessa del vapore Latymer, che nel novembre del 1938 dichiarò alle autorità greche un carico di "piombo argentifero". Allo stesso modo, si sa che il comunista austriaco Sigmund Rot effettuò vari trasporti di monete d'oro tra la Spagna e Praga, con destinazione Mosca; secondo Dominique Desanti, in seguito dirigente della resistenza francese, la nave Cap Pinede sbarcò a Port-Vendres un carico di oro e gioielli che fu aggregato in segreto a un convoglio ferroviario di armi difettose che veniva restituito all'URSS; il comunista Domingo Hungría portò via dal tesoro accumulato nel Castello di Figueras due camion carichi d'oro e gioielli, il comunista Villasantes, un camion carico di valigie piene di gioielli, e un comandante del Battaglione Speciale di Líster, altri quattro. Non si conosce cosa accadde con questi carichi e il valore che potesse generare la loro vendita all'URSS. Sul finire del 1939, nella Banque Commerciale de l'Europe du Nord vi erano un totale di 1.896 milioni di franchi a nome di colleghi, familiari e agenti del presidente Negrín.
Non è ancora chiaro il destino di numerose partite di beni e prodotti: i 2.500 milioni di franchi consegnati al Partito Comunista Francese per la creazione di France Navigation, la liquidazione di compagnie e conti bancari, saldi pendenti del governo repubblicano, e debiti di quello sovietico con diverse compagnie spagnole. Così, ad esempio, il governo sovietico addebitava alla Campsa-Gentibus 1,5 milioni di dollari, 800.000 sterline, 4 milioni di franchi, e 41 milioni di pesetas, oltre alle spedizioni non contabilizzate. La CEA e la Mid-Atlantic versarono nelle banche sovietiche di Parigi e Londra un totale approssimato di 75 milioni di franchi, 25,5 milioni di sterline e 36 milioni di dollari dei quali non si seppe più nulla. All'insieme di questo flusso finanziario a favore dei sovietici ci sarebbe da aggiungere il valore della confisca da parte sovietica di nove navi spagnole per un valore approssimato di 8 milioni di dollari.

### Conseguenze per la peseta repubblicana

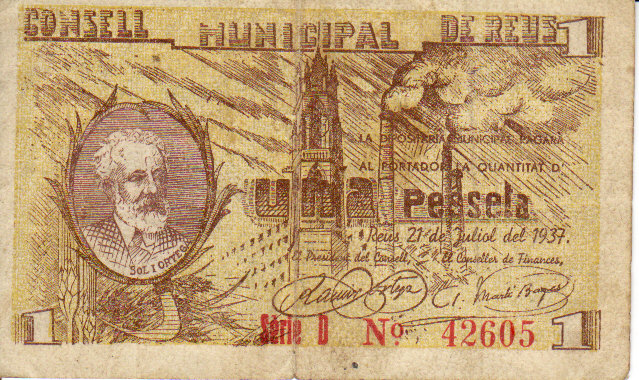
Biglietto da 1 peseta emesso dal Consiglio Municipale di Reus nell'estate del 1937.

L'invio delle riserve d'oro del Banco de España verso Mosca fu uno dei principali fattori della crisi monetaria che soffrì la Spagna repubblicana nel 1937. L'oro e le banconote furono nella pratica un eccellente mezzo di finanziamento, ma costituirono anche un duro colpo per la moneta coniata e stampata. La credibilità finanziaria del Governo cadeva in contraddizione dinanzi alle affermazioni dei nacionales sull'uscita dell'oro e il pubblico in generale non aveva fiducia. Il decreto del Ministero delle Finanze del 3 ottobre 1936, che esigeva agli spagnoli di consegnare tutto l'oro posseduto, sia in moneta sia in solido, fece diffondere l'allarme. Nonostante nel gennaio del 1937 il governo smentisse che detto oro fosse stato depositato all'estero, dovette riconoscere che effettuò pagamenti con esso.
Senza una riserva d'oro per garantire le banconote in costante svalutazione, si cominciarono ad emettere quantità crescenti di banconote senza alcuna copertura metallica, incrementando così la carta circolante. Tutto ciò creò un'enorme inflazione e l'accaparramento di metallo prezioso da parte della popolazione; mentre nella «zona nacional» i prezzi sarebbero cresciuti del 40%, nella «zona republicana» arrivarono a crescere fino a 15 volte. Le monete metalliche sparirono e furono sostituite da dischi di cartone o carta. Quasi nessuno desiderava vendere in cambio di banconote svalutate, con le quali si poteva comprare poco, tanto più sapendo che, alla vittoria di Franco, quelle banconote avrebbero perso il loro valore, dato che la totalità di essi faceva parte di nuove serie messe in circolazione dopo il luglio 1936. Dinanzi alla corsa all'accaparramento, lo Stato non seppe, o non poté, reagire e furono i comuni ed altre istituzioni locali che coprirono il vuoto stampando i loro propri titoli di moneta provvisori, rifiutando però a volte perfino quelli dei comuni vicini.
La banca della zona nazionalista sosteneva che tale inflazione era stata causata artificialmente e premeditatamente, con lo scopo di gettare la colpa dei mali al libero mercato e proporre come salvezza la nazionalizzazione di tutti i prezzi, i cambi, e l'economia in generale, qualcosa che entrava negli obiettivi dell'autoproclamata Hacienda Revolucionaria della Repubblica. Logicamente, al vedere minacciati i loro interessi e le loro proprietà, il mondo finanziario, sia spagnolo sia internazionale, si posizionò in modo inequivocabile a favore dei nacionales.

## L'oro di Mosca nella guerra fredda

### Divisione in esilio
«Quanto oro si consegnò alla Russia? Non si poté mai saperlo, perché il signor. Negrín, sistematicamente, si è rifiutato di rendere conto della sua gestione. In seguito si è saputo, da conti pubblicati dal Banco de España il 30 aprile 1938, che tale Banco aveva consegnato in custodia 1.592.851.906 milioni [sic] in oro e 307.630.000 in argento. A parte questo, il ministero del Tesoro si appropriò di tutto ciò che si trovava nelle casse di sicurezza del Banco, sia di enti pubblici sia di privati, il cui valore supera sicuramente i molti milioni. Tutto questo denaro, più i gioielli che si trovavano nel Palacio de Oriente, in abitazioni riservate, e quelle di molti privati, si è speso in armi? Al termine della guerra che oro rimaneva sotto il controllo della Russia? Fu restituito al governo chiamato del signor Negrín? Questo non lo può sapere nessuno meglio di lui, ma (…) sempre si rifiutò di rendere conto della situazione economica. (...) Il signor Negrín, sistematicamente, ha sempre rifiutato di dar conto della sua gestione, (…) di fatto, lo Stato si è trasformato in un portafoglio falso. Sarà questo e altre cose il motivo per cui Negrín impedisce a chiunque di comprendere la situazione economica? Disgraziato paese, che si vede governato da chi manca di qualsiasi genere di scrupoli (...) con una politica insensata e criminale hanno portato il popolo spagnolo al disastro più grande che conosce la storia della Spagna. Tutto l'odio e il desiderio di imporre un castigo esemplare ai responsabili di tale rovina sarebbero poco.»
Negli ultimi mesi della guerra civile si produsse nella zona repubblicana un'aspra divisione tra le due fazioni: coloro che intendevano resistere a oltranza e allacciare la guerra civile con la imminente seconda guerra mondiale e coloro che invece preferivano mettere fine alla guerra tramite un accordo con i "nacionales", temendo mali peggiori. Negrín contava sull'appoggio del solo Partito Comunista, mentre il resto dei partiti, inclusa la quasi totalità del Partito Socialista (PSOE) e la fazione di questo che faceva capo a Indalecio Prieto, che aveva appoggiato inizialmente Negrín, si opponevano al presidente del Consiglio dei ministri. Prieto aveva rotto pubblicamente con Negrín nell'agosto del 1937, dopo la sua uscita dal Governo, nel quale era ministro della Difesa; nella riunione del comitato centrale del partito accusò violentemente Negrín di avere ceduto dinanzi alla pressione comunista per espellerlo dal governo, accusa che ripeté fino alla fine dei suoi giorni. Già dall'autunno del 1938, l'antagonismo tra socialisti e comunisti aveva provocato scontri anche violenti.
Questa divisione culminò con il colpo di Stato del colonnello Casado, nel marzo 1939, attivamente appoggiato dal PSOE. Il nuovo Consejo Nacional de Defensa espulse i comunisti e i negrinisti dall'apparato statale repubblicano, provocò la fuga di Negrín dalla Spagna e precipitò la fine della guerra civile dopo aver provato a negoziare la pace con Franco, che solo accettò la resa incondizionata. Accusato di essere una marionetta dei comunisti e di avere condotto la Repubblica al disastro, il problema dell'Oro de Moscú fu uno degli argomenti più utilizzati contro Negrín nelle polemiche che seguirono.
Dopo la fine della guerra, il PSOE iniziò una lenta ricostruzione nella Repubblica Spagnola in esilio. Il partito si mosse attorno alla direzione ideologica di Prieto dal suo rifugio nel Messico del PRI, dove erano esclusi i negrinisti del partito, e l'organizzazione di Tolosa, specialmente dopo la fine della Seconda guerra mondiale. Il PSOE in esilio mise insieme i dirigenti delle tre tendenze nelle quali si era diviso il socialismo durante la guerra, capeggiate da Besteiro, Prieto e Largo Caballero, che riuscirono a superare i loro scontri, con un chiaro orientamento anticomunista e antinegrinista.
Tra gli esiliati, in particolare tra i dissidenti del Partito Comunista, si affermava dalla fine della guerra che l'oro, o almeno una parte di esso, non fu convertito in valuta per acquistare armi per la Repubblica, criticando l'opacità della gestione di Negrín, che trattenne per sé i documenti in suo possesso e si rifiutò di rendere conto al governo in esilio. Spiccarono le critiche di uno dei principali implicati, Francisco Largo Caballero che, secondo Ángel Viñas, costituiscono «uno dei miti che hanno oscurato la figura di Negrín».
Nel gennaio del 1955, nel momento critico del maccartismo, il settimanale statunitense Time trattò delle accuse di Indalecio Prieto e di una parte degli esiliati spagnoli in Messico verso Juan Negrín per la sua "complicità" con i sovietici nel "problema dell'oro". Questa circostanza fu sfruttata a suo favore dal governo franchista, tramite le ambasciate negli Stati Uniti, Francia e nel Regno Unito, per rilanciare lo scontro diplomatico con l'URSS e accusarla espressamente di utilizzare l'oro spagnolo sul mercato europeo, sebbene lo stesso settimanale metteva in dubbio la capacità di sostenere tali accuse. Il governo franchista era stato informato nel 1938 che le riserve erano terminate e convertite in valuta, ma persisteva nel reclamare all'URSS il reintegro del deposito d'oro:
()

### Il dossier Negrín
Sul finire del 1956 Juan Negrín morì a Parigi, e suo figlio Rómulo, seguendo istruzioni del padre, consegnò il cosiddetto «Dossier Negrín» al responsabile giuridico del Ministerio de Exteriores, Antonio Melchor de las Heras, "per facilitare l'esercizio delle azioni che possano competere allo stato spagnolo (...) per ottenere la restituzione del citato oro alla Spagna", secondo la testimonianza del console aggiunto a Parigi, Enrique Pérez Hernández. Le negoziazioni con il governo franchista erano state iniziate dal ministro della Giustizia e amico di Negrín Mariano Ansó su richiesta dello stesso Negrín, che riteneva che i documenti fossero di proprietà del governo spagnolo, indipendentemente da chi lo reggesse. In un documento datato 14 dicembre 1956, redatto e firmato da Ansó e ratificato dal figlio di Negrín, si esprimeva «la profonda preoccupazione [di Negrín] per gli interessi spagnoli dinanzi a quelli dell'URSS» e il suo timore dinanzi «alla debolezza che riduceva la Spagna al livello di vedersi privata di tutta la documentazione giustificativa dei suoi diritti, in un necessario bilanciamento dei conti, proveniente, forse, dalla più vasta e importante operazione portata a termine tra i due paesi.» Dopo aver enumerato altri vari problemi che «pesavano nell'animo del signor Negrín», tra i quali la trattenuta da parte sovietica di «importanti e numerose unità della flotta mercantile spagnola», secondo Ansó, Negrín riteneva che «in un ulteriore regolamento di conti tra Spagna e URSS, il suo dovere di spagnolo lo obbligava a un appoggio incondizionato dell'interesse della nazione».
Il dossier, una serie incompleta di documenti concernenti il deposito e gestione dell'oro del Banco de España, fu spedito a Alberto Martín Artajo, ministro degli affari esteri, e trasferita al vice governatore del Banco de España, Jesús Rodríguez Salmones, che, senza ispezionare i documenti, ordinò che venissero messi nelle casseforti dell'istituto. Sebbene il trasferimento venne eseguito nella più stretta riservatezza, dato che Negrín aveva posto, come condizione al trasferimento, il più assoluto segreto, presto la notizia fu di dominio pubblico, e ciò provocò appassionati dibattiti. Nel suo discorso istituzionale di Capodanno del 1957, Franco riconobbe la crisi economica che colpiva il paese, assieme alla necessità di emissione di moneta che aveva provocato una crescita dei prezzi, così come i problemi derivati dagli scioperi e dalle proteste sociali, duramente represse. Anche, sorprendentemente, inviò un messaggio all'URSS addolcendo il suo tradizionale discorso antisovietico. Quello stesso mese venne inviata una commissione a Mosca con il mandato ufficiale di trattare sul rimpatrio di spagnoli; il Time ipotizzò che doveva anche aprire negoziazioni sul ritorno dell'oro.
Los caminos del oro español
"Il Governo spagnolo si è diretto a diverse Cancellerie straniere denunciando i pagamenti all'estero che possa fare l'URSS con oro proveniente dal deposito di Mosca istituito dal Governo rosso nel 1936 (...) Nel corso della Guerra Civile Spagnola furono formulate le stesse avvertenze su pagamenti che fossero avvenuti con detto oro (...) È logico che il nostro governo reiteri la sua protesta quando gli appare evidente che l'URSS sta effettuando esportazioni di questo oro (...) Oggi si conoscono esattamente i dettagli di questo furto, per essere stati raccontati dagli stessi protagonisti. Di più: si conoscono i loro moventi e la vera dimensione dell'operazione montata per giustificare la partenza dell'oro dalla Spagna verso Odessa.. Le «apparenze» di sovranità montate dal Governo rosso sono state smontate da molto tempo. Dal principio della nostra guerra di Liberazione, la zona rossa fu governata di fatto da emissari sovietici dotati di tutti i poteri (...) Il saccheggio della Spagna era, in effetti, una doppia operazione, economica e politica, e la forma con cui doveva approvvigionarsi il Governo rosso era anche un'operazione politica destinata a controllare la bolscevizzazione della zona sottoposta a Largo Caballero. (...) In quelle casse marciarono verso la Russia 1.581.642 milioni di pesetas in oro. Questa cifra e i dettagli coincidono nelle relazioni fatte dallo stesso Valentín González, da Jesús Hernández e da Prieto. Tutti loro hanno ragioni sufficienti per accorgersene, dato che furono autori diretti o parte della copertura fino a che le rivalità per la ripartizione del bottino li lanciarono l'uno contro gli altri. (...) Con quest'oro (...) fu finanziata una campagna di ispirazione comunista contro la Spagna, sovvenzionando, acquisendo periodici e emittenti radio. L'URSS, che non aveva inviato più che armamenti vecchi in cambio dell'oro rubato, lo spese nella seconda fase del suo tentativo di appropriarsi della Spagna a partire dal 1945 (...) E adesso utilizza un'altra parte nelle loro transazioni commerciali (...) Resta un dettaglio curioso: il tragico destino degli uomini che intervennero direttamente nel saccheggio (...) Le strade percorse dall'oro rubato sono state sinistre."
Gli esiliati repubblicani assistettero con stupore e sconcerto come si consegnava spontaneamente ai franchisti una documentazione che Negrín aveva negato al governo della Repubblica in esilio per più di 15 anni. L'uomo che aveva comandato la resistenza contro Franco riconosceva ora esplicitamente la sua dittatura come la legittima rappresentante degli interessi della Spagna. Il presidente del governo in esilio, Félix Gordón Ordás, scriveva l'8 gennaio 1957:
()
Nell'aprile del 1957 il Time diede la notizia che sia Radio Mosca sia la Pravda avevano reso pubblica la posizione ufficiosa del governo sovietico, la quale, nelle parole di Salvador de Madariaga, "chiudeva il capitolo dell'Oro di Mosca con chiavi d'acciaio". Il Mundo Obrero, organo del Partito Comunista spagnolo, il 15 maggio dello stesso anno pubblicava una traduzione dell'articolo della Pravda, firmato da un tale Observador:
Secondo le informazioni in nostro possesso, il Governo spagnolo effettuò numerosi pagamenti per i suoi acquisti all'estero e dette istruzioni per il trasferimento di valuta estera, che vennero eseguite dalla Banca dell'Unione Sovietica. Secondo i dati della autorità sovietiche, il Governo spagnolo esaurì l'oro depositato in Unione Sovietica. Tutti gli ordini del Governo repubblicano spagnolo venivano correttamente firmati congiuntamente da Francisco Largo Caballero, primo ministro repubblicano spagnolo, e Negrin, ministro delle Finanze. Più tardi, quando Negrín passò ad essere primo ministro, firmava come tale e come ministro delle Finanze. L'ultima lettera di Negrín, datata 8 aprile 1938, prova che l'oro si era esaurito. La lettera chiede, in nome del Consiglio dei Ministri della Repubblica spagnola, che venga liquidato tutto l'oro spagnolo che rimane in Unione Sovietica. Così venne fatto.
C'è da menzionare che, su richiesta del Governo repubblicano spagnolo, il Governo sovietico concesse un credito di 85 milioni di dollari, del quale  vennero restituiti solo 35. Rimane così in essere un debito [verso il Governo sovietico] di 50 milioni di dollari. Negrín lo sapeva, dato che firmava tutti gli ordini relativi all'oro e ai crediti. Non fu addebitata sull'oro depositato nessuna spesa compiuta per il sostentamento degli emigrati e figli di emigrati spagnoli che trovarono rifugio in Unione Sovietica. Queste spese vennero sopportate dall'Unione Sovietica e dalle loro organizzazioni sociali, in particolare dai sindacati.»
()
La nota non portava prova alcuna e contraddiceva affermazioni rese da importanti membri del governo repubblicano. Per esempio, Negrín aveva dichiarato a José Giral nel 1938 che ancora rimanevano a Mosca due terzi dell'oro depositato. Allo stesso modo, non trattandosi di un comunicato ufficiale, il governo sovietico poteva smentire quanto affermato se lo avesse ritenuto opportuno. Indalecio Prieto considerava false le dichiarazioni della Pravda, enumerava uscite di fondi spagnoli a beneficio del Partito Comunista Francese e affermava:
()

## Storiografia e mito
Pablo Martín Aceña, Francisco Olaya Morales e Ángel Viñas sono stati i tre ricercatori spagnoli che più si sono distinti su questo tema, con quest'ultimo il primo ad accedere alla documentazione del Banco de España. A livello internazionale, Gerald Howson e Daniel Kowalsky hanno avuto accesso diretto ai documenti degli archivi dell'Unione Sovietica aperti ai ricercatori durante gli anni 1990; le loro ricerche si incentravano sulle relazioni tra l'Unione Sovietica e la Repubblica, e le spedizioni di materiale militare.
Sebbene la decisione di "usare" le riserve d'oro non aveva suscitato un grande dibattito né interesse tra gli storici, la sua destinazione è ancora motivo di controversie. Autori come Viñas, Ricardo Miralles o Enrique Moradiellos difendono la gestione politica di Negrín, sia come ministro delle Finanze sia come presidente del Consiglio dei ministri (Viñas lo considera "il grande statista repubblicano durante la Guerra Civile") e stimano che la spedizione dell'oro all'URSS aveva uno scopo politico, economico e operativo accettato in pieno dal governo repubblicano. Sarebbe stato, secondo questi, l'unica opzione realizzabile dinanzi alla ribellione e al non-interventismo delle democrazie occidentali, dando la possibilità alla repubblica di sopravvivere in un contesto internazionale avverso. Per questi autori, senza la vendita delle riserve, non ci sarebbe stata alcuna possibilità di resistenza militare. Dall'altra parte, Martín Aceña ritiene che la spedizione dell'oro fu un errore che costò alla Repubblica la possibilità di finanziarsi: l'URSS era un paese lontano, di burocrazia opaca e prassi finanziaria estranea alle norme e garanzie internazionali, cosicché sarebbe stato logico mandare l'oro a paesi democratici quali la Francia o gli Stati Uniti. Per quanto riguarda Olaya Morales, anarchico e esiliato durante il franchismo, in tutte le sue opere qualifica la gestione di Negrín come criminale e contesta gli argomenti e teorie di Ángel Viñas, considerando il problema dell'Oro un gigantesco inganno e uno dei fattori decisivi della sconfitta repubblicana.
Autori come Fernando García de Cortázar, Pío Moa o Alberto Reig Tapia hanno definito l'episodio spagnolo dell'oro di Mosca come mitico, sottolineando la strumentalizzazione dell'episodio per giustificare la disastrosa situazione della Spagna del dopoguerra. Ángel Viñas si concentra specialmente nella presunta falsità di un mito che considera "franchista", mentre Pío Moa e Olaya Morales gli contestano che le maggiori critiche alla gestione di Negrín non arrivarono dal franchismo, ma dagli stessi repubblicani, specialmente vecchi compagni di ideologia come Largo Caballero o Indalecio Prieto.
All'inizio degli anni 1990, dopo la decomposizione del sistema sovietico che segnò l'inizio di un periodo di trasformazione dei partiti comunisti dell'Europa occidentale, il termine oro di Mosca fu ripreso in Francia, come l'or de Moscou, nuovamente in una campagna diffamatoria e accuse verso il finanziamento del PCF, diretto allora da Georges Marchais.
Nel 1994 María Dolors Genovés, direttrice dei programmi speciali della televisione catalana TV3, realizzò per TV3 un documentario dal titolo L'Or de Moscou.